# Центр масонской культуры Принца Фредерика
Центр масонской культуры Принца Фредерика (нидерл. Cultureel Maçonniek Centrum Prins Frederik) находится под патронатом Великого востока Нидерландов.
Он открылся в 1995 году в Гааге и состоит из музея, библиотеки и архивов консерватории ордена.
Центр масонской культуры назван в честь принца Фредерика Нидерландского, брата Виллема II Нидерландского, который также был масоном. Принц Фредерик был великим мастером Великого востока Нидерландов с 1816 по 1881 годы.

## Музей
Музейная экспозиция охватывает более чем 250-летний период истории масонства в Нидерландах. Она содержит много декорированных символов, гравюр, картин, книг и манускриптов.
Этот голландский музей является одним из основных источников для исследования масонства во всем мире.

## Библиотека
Библиотека включает в себя более 40 000 документов, журналов, учебников, энциклопедий, рукописей и редких книг о масонстве, а также самую большую коллекцию антимасонских трудов мира.
Она также содержит масонские архивы собранные д-р Георгом Клоссом (1787—1854) немецким врачом и масоном, автором первой библиографии масонства (1844), Истории масонства Англии, Шотландии и Ирландии (1848) и Истории масонства во Франции (1853). В библиотеке хранится много копий ритуалов своего времени и собрано много рукописей и копий всех масонских направлений, в частности, ритуалы Исправленного шотландского устава и ритуалы «Лесников», «Карбонариев» и пр. движений.
Электронный каталог на 4 языках теперь даёт возможность получить доступ ко всем этим документам.

## Архив
Центр масонской культуры содержит архивы большинства лож Великого востока Нидерландов, начиная с 1756 года.

## Галерея

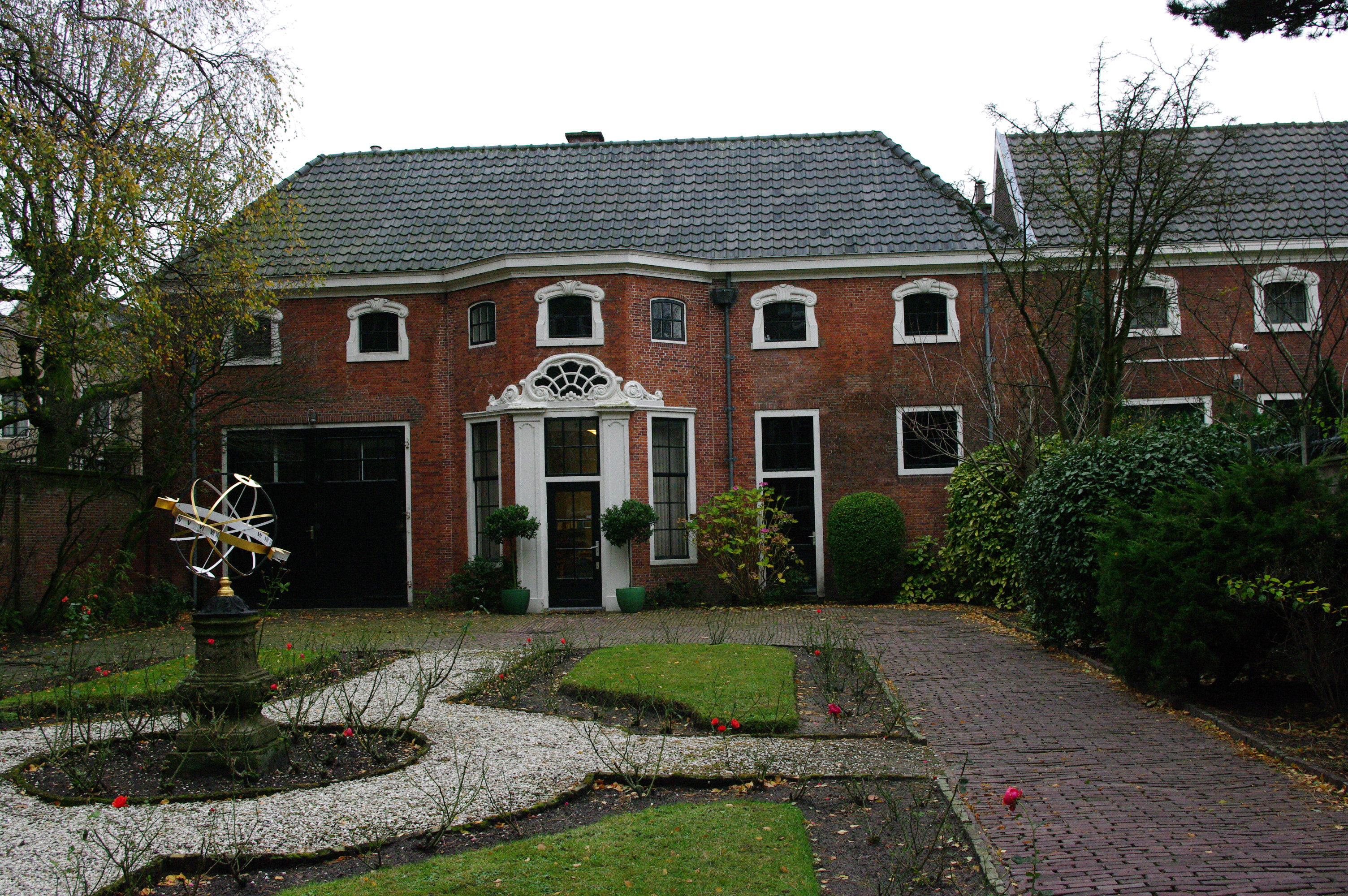
Центр масонской культуры Принца Фредерика
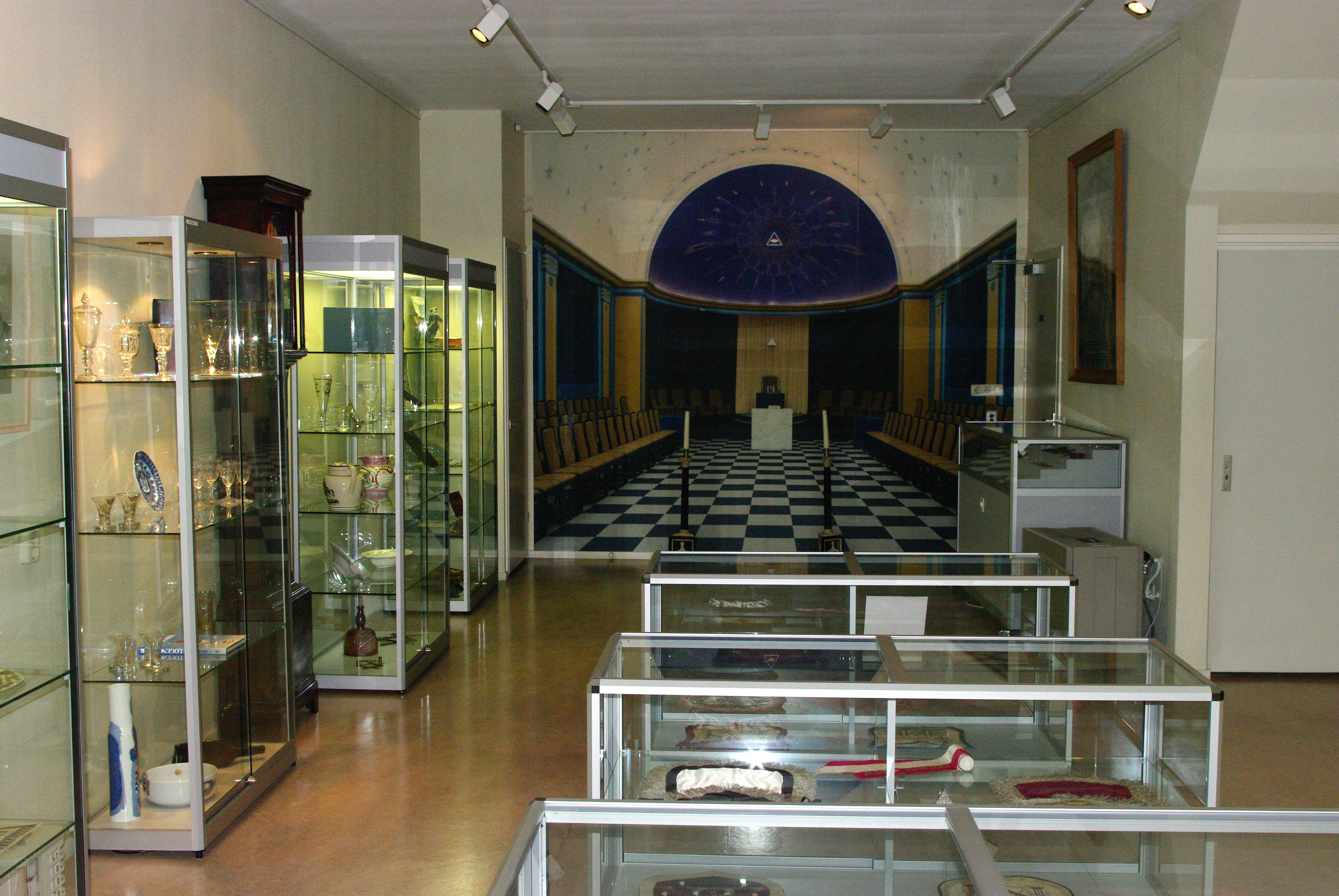
Экспозиция центра
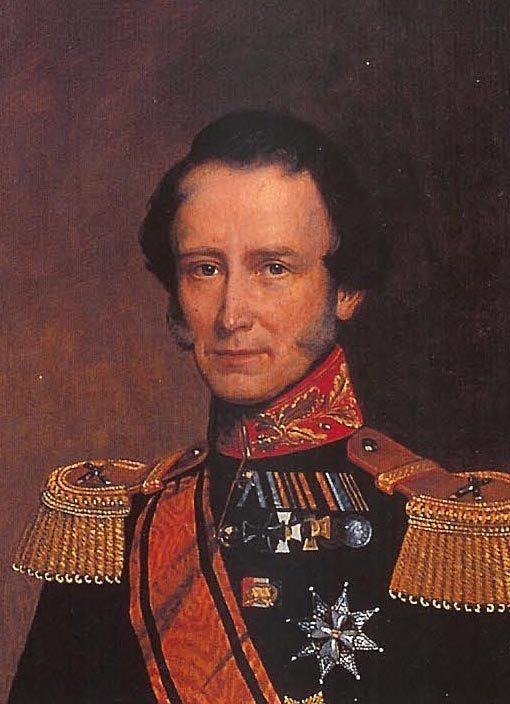
Принц Фредерик Нидерландский
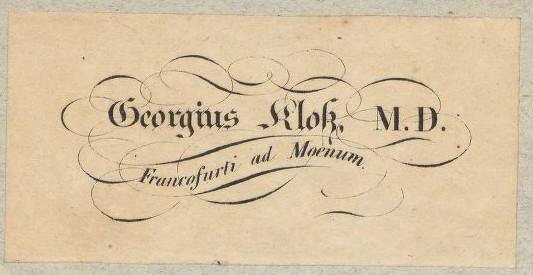
Экслибрис Георга Клосса
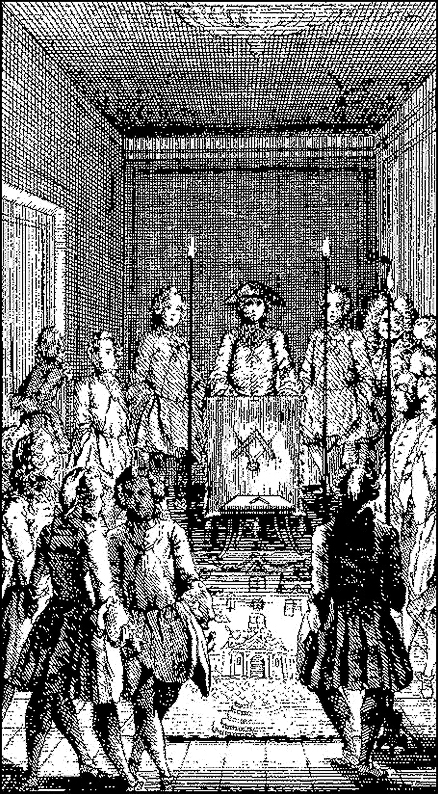
Гравюра - посвящение в подмастерья (1745 год)